# Pivdenne, Prîazovske
Pivdenne (în ucraineană Південне) este un sat în așezarea urbană Novovasîlivka din raionul Prîazovske, regiunea Zaporijjea, Ucraina.

## Demografie
Componența lingvistică a localității Pivdenne
     Rusă (87,36%)
     Ucraineană (10,34%)
     Bulgară (1,15%)
Conform recensământului din 2001, majoritatea populației localității Pivdenne era vorbitoare de rusă (87,36%), existând în minoritate și vorbitori de ucraineană (10,34%) și bulgară (1,15%).